# Thureos
Der Thureos (altgriechisch θυρεός thyreós, deutsch ‚langer Schild‘) war ein griechischer, ovaler Schild.

## Beschreibung
Dieser ovale Schild war aus Holz und mit Leder überzogen. In manchen Variationen war der Thureos fast rechteckig. Der Schildbuckel lag zentriert und war aus Eisen und nach außen hin mit Stacheln versehen. Beim Thureos waren die Kanten mit Bronze bzw. Eisen verstärkt, wodurch Schwerthiebe leichter abgewehrt werden konnten. Der Schild war mit einem Ledergurt versehen, was bei Märschen sehr praktisch war. Der Thureos war etwas schwerer als die Pelte und wurde vor allem von schwerer Infanterie verwendet. Die Zeichen der Armee wurden mit Farben auf den Schild gemalt.

## Geschichte
Der Ursprung dieser Schildform liegt in Thrakien. Er verbreitete sich im 3. Jahrhundert v. Chr. in ganz Griechenland und existierte parallel zum Pelte. Es existierten somit drei Haupttypen von griechischen Schilden im antiken Griechenland: Der Thureos, die Pelte und der Hoplon. Der Thureos hielt sich bis zum Einzug der Römer in Griechenland.